# Nach dem Tode
Nach dem Tode ist ein deutsches Stummfilm-Familiendrama aus dem Jahre 1913 von Otto Rippert mit Theodor Burghardt in der Hauptrolle.

## Handlung
Der ebenso alte wie reiche Graf Wolf Rabenstein hat vier Söhne mit Namen Hermann, Albert, Arnulf und Dietrich, und keinem der vier traut er so recht über den Weg. Er würde gern einmal Mäuschen spielen und erfahren, was man so wirklich von ihm denkt. Um dies herauszubekommen, gibt es nur einen Weg: Er muss sich tot stellen und die Reaktion der leichtfertigen Nachkommenschaft testen. Mit Hilfe seiner Dienerschaft „stirbt“ Graf Wolf offiziell, und ein verlöteter Sag wird inmitten des Saals im hochherrschaftlichen Anwesen aufgestellt. Derweil lauert der Alte in einem Nebenraum und horcht und beobachtet durch ein Guckloch, wie sich die Söhne jetzt, wo sie glauben, alles gehöre ihnen allein, wohl verhalten. 
Und tatsächlich treten Graf Wolfs schlimmste Befürchtungen ein: Die drei Ältesten machen keinen Hehl aus ihrer Freude darüber, dass ihr Erzeuger endlich verblichen ist und beginnen sogleich einen heftigen Kampf um das väterliche Erbe. Ausgerechnet der Jüngste der Vier, der von seinem Vater stets gering geschätzt und missachtet wurde, zeigt ehrliche Anteilnahme am Tod des Vaters und ist zutiefst betrübt. Der Schreck ist für alle gewaltig, als der „Tote“ wieder unter die Lebenden tritt. Graf Wolf hat erreicht, was er erreichen wollte – nämlich Erkenntnisgewinn – und wird fortan sein Verhalten gegenüber den vier Söhnen neu ausrichten.

## Produktionsnotizen
Nach dem Tode entstand Mitte 1913 im Continental-Film-Atelier in Berlins Chausseestraße 123, passierte im August desselben Jahres die Filmzensur und wurde am 17. Oktober 1913 uraufgeführt. Die Länge des Dreiakters betrug 1366 Meter. In Österreich-Ungarn war der Streifen lediglich rund 1100 Meter lang.

## Kritik
Die Kinematographische Rundschau resümierte kurz: „Der Film gewinnt sehr durch die Darstellung durch Theodor Burghardt“.